# Callospermophilus madrensis
Callospermophilus madrensis — вид гризунів родини вивіркових. Він ендемічний для Західної Сьєрра-Мадре, що на півночі Мексики. Його природним середовищем існування є субтропічні або тропічні сухі низинні поля.

## Характеристики
Ховрах Сьєрра-Мадре — найменший представник роду Callospermophilus. Він дуже схожий на Callospermophilus lateralis, але менший, з коротшим хвостом, вужчим черепом та тьмянішим забарвленням шерсті. Чорні смуги коротші та менш чіткі, а білі смуги тягнуться до основи хвоста.
Середня загальна довжина становить 233 мм. Хвіст у середньому має 61 мм завдовжки. Череп великий, сягає 42,8 мм. Середня вага становить 156 грамів.
Наприкінці серпня — на початку вересня, коли цей ховрах носить свою поношену літню шерсть, його голова та морда часто мають світло-коричневий колір. Очі оточені жовтувато-коричневими та білими кільцями. Нижня частина щік, боки морди та передні лапи теплого жовто-коричневого кольору. Плечі та боки шиї вицвілого кольору кориці та вохристо-жовто-коричневого. На зовнішніх сторонах вух є кілька волосків кольору кориці. Основний колір верхньої частини тіла темно-коричневий або бежевий, причому круп і стегна найтемніші. На спині є дві тьмяно-білі або блідо-червонуваті смуги, облямовані часто ледь помітними чорними смугами. Його боки жовтувато-коричнево-білі або корицево-коричневі. Волосся на хвості — суміш чорного та теплого жовто-коричневого кольорів.